# Musei della canonica del duomo di Novara
I Musei della canonica del duomo di Novara sono costituiti da due collezioni: 
- il Museo lapidario, inaugurato nel 3 novembre 1999 con cippi, are ed epigrafi, databili dal II secolo a.C. al III secolo, è intitolato a Carlo Francesco Frasconi;
- il Museo del tesoro del duomo, dedicato ad Angelo Luigi Stoppa, giornalista e storico,  è stato inaugurato il 14 giugno 2009, nel 50º anniversario di ordinazione sacerdotale del vescovo Renato Corti, completando il complesso espositivo del duomo novarese.

## Storia
Il primo museo ad essere realizzato è stato il "Museo lapidario", ad opera del canonico Carlo Francesco Frasconi, erudito e paleografo, che nel 1813 iniziò la raccolta archeologica ed epigrafica. All'epoca, i reperti vennero collocati sulle pareti del quadriportico del chiostro.
Nel 1979, una ricognizione sullo stato delle stele e delle lapidi aveva suggerito di trasportare il materiale in un luogo più asciutto. Dopo un primo tentativo operato negli anni ottanta, si arrivò alla sistemazione definitiva solo nel 1992, quando le sovrintendenze decisero di collocare l'intera collezione nel corridoio settentrionale del quadriportico, al primo piano, mantenendo la memoria del primitivo museo con la sostituzione dei pezzi asportati con delle copie in vetroresina. La nuova sistemazione del Museo lapidario è stata aperta al pubblico nel 1999.
Il "Museo del tesoro della cattedrale" è sorto a partire dagli anni sessanta, quando don Angelo Luigi Stoppa cominciò a raccogliere e sistemare opere d'arte sacra provenienti dalle parrocchie della diocesi. Alla sua morte (1998), l'archivista, Paolo Monticelli, direttore della Cappella strumentale del duomo di Novara, si adoperò per realizzare un allestimento coerente di tutti questi manufatti, integrandolo con il Museo lapidario.
Dopo un intenso lavoro di ristrutturazione, i "Musei della canonica del duomo di Novara" furono allestiti nell'antico appartamento canonicale, al quale si accede dal corridoio settentrionale del chiostro, e organizzati in un percorso di 11 sale, delle quali l'ultima è costituita dal lapidario. L'inaugurazione è avvenuta il 14 giugno del 2009.

## Percorso espositivo e opere
La struttura museale, che trova spazio nell'ala est della canonica della cattedrale, è disposta su due livelli e si compone di undici sale nelle quali trovano spazio opere provenienti dal cattedrale di Santa Maria Assunta e da altre chiese del territorio diocesano.
Nel museo sono esposte le statue dell'antico battistero romanico, le collezioni numismatiche del capitolo della cattedrale, gli arredi sacri (XV secolo), i paramenti sacri (XVI - XVII secolo), le statue lignee e gli antichi codici miniati con i testi liturgici.

### I gruppi scultorei
Il percorso propone:
- Storie della Passione (Gesù Cristo nell'orto del Getsemani, la Flagellazione, la Salita al Calvario, la Crocifissione e la Deposizione), cinque gruppi statuari in terracotta, databili al XVII secolo, ad eccezione del primo, più tardo, attribuito allo scultore Gaudenzio Prinetti. La Deposizione è attribuibile allo scultore Giovanni d'Enrico.

### Paramenti e suppellettili
I paramenti e la suppellettile liturgica esposta è databile dalla fine del XVI secolo all'ultimo quarto dell'XIX secolo.
Per quanto riguarda il patrimonio tessile liturgico, sono conservate:
- pianete di velluto riccio broccato,
- paramenti in damasco, velluto e seta marezzata,
- veli da calice riccamente ornati, a volte impreziositi con granati e perle:

La collezione della suppelletile liturgica raccoglie manufatti di differenti tipologie, tra i quali di particolare interesse:
- una stauroteca,
- il reliquiario di san Sebastiano (inizio del XIX secolo), di bottega orafa lombarda.

### Museo lapidario
Il Museo lapidario, presenta epigrafi, are e cippi celto-romani, databili dal II secolo a.C. e al III secolo. La collezione epigrafica, la terza in tutta Italia, è stata pubblicata dal filologo Theodor Mommsen nel Corpus Inscriptionum Latinarum (Inscriptiones Galliae Cisalpinae).
Le epigrafi sono esposte suddivise per isole tematiche: 
- al centro, i gruppi di are e cippi consacrati agli dei romani;
- alle pareti, le epigrafi dedicatarie, alcune delle quali sono testimonianze delle forme del culto della memoria praticate nel territorio novarese;
- in un'area defilata, i documenti epigrafici che attestano non solo la permanenza dei Celti nella zona, ma anche il passaggio dagli antichi culti locali alla progressiva romanizzazione dei popoli autoctoni.

### La raccolta numismatica
La collezione numismatica del capitolo della cattedrale si deve al canonico don Carlo Francesco Frasconi che, nel 1793, riordinando l'archivio capitolare, ritrovò oltre 107 monete di età romana. Il Frasconi iniziò poi a raccoglierne altre e le donò all'archivio nel 1833.
La raccolta oggi conta circa 200 monete databili dall'età classica a quella rinascimentale e moderna.

### Materiali lapidei medievali

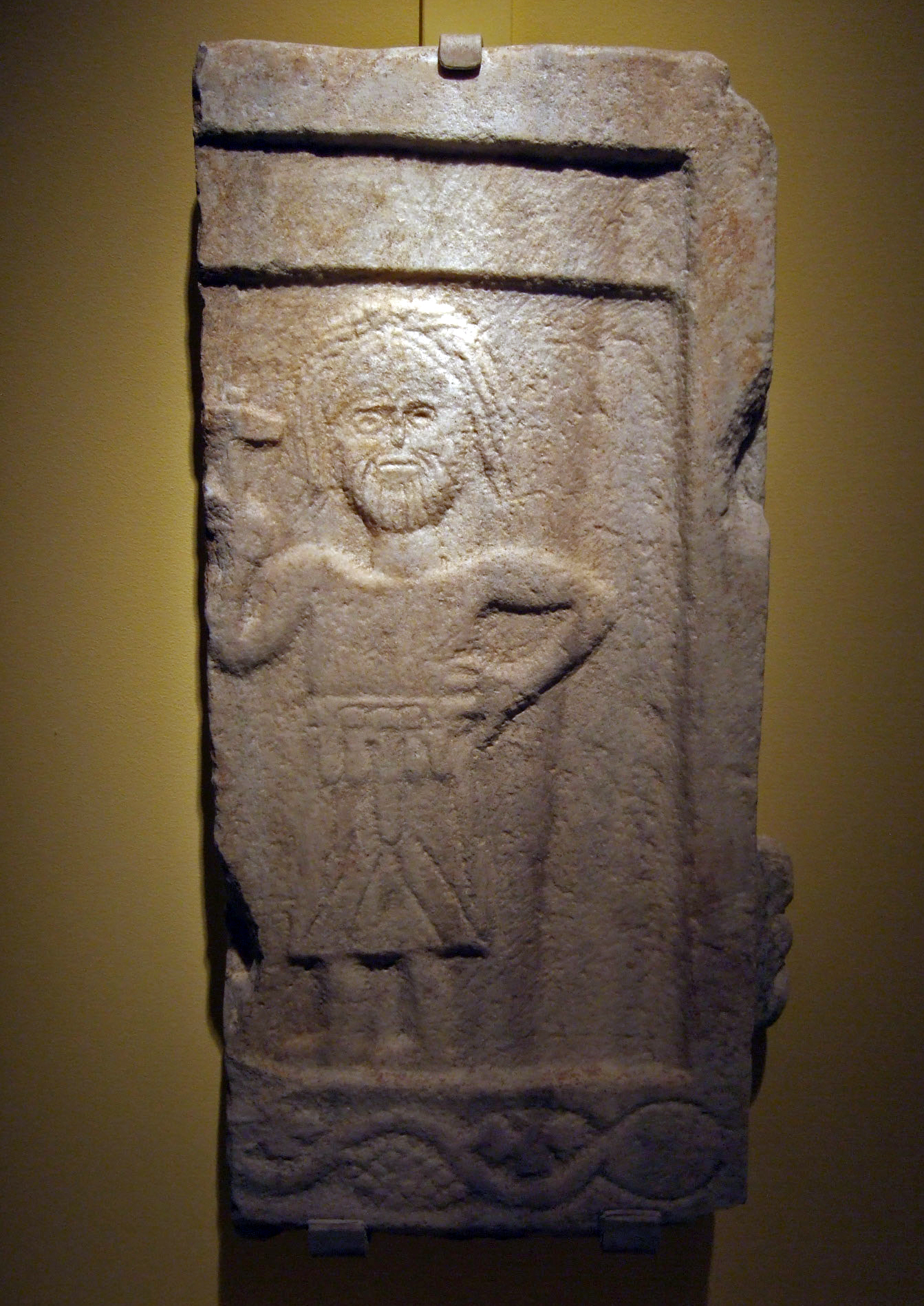
Ambo longobardo

I Musei espongono una serie eterogenea di materiali lapidei databili dal V al XV secolo, provenienti dal duomo romanico e da altre chiese del territorio diocesano, tra le quali spiccano 
- un leone stiloforo (XIII secolo);
- chiavi di volta (XIII -  XV secolo);
- bassorilievi in marmo con figure stilizzate (VIII secolo).
- Madonna con Gesù Bambino, in marmo, a tutto tondo, di anonimo scultore di ascendenza gotica.

### Reperti archeologici
I Musei ospitano una collezione di reperti archeologici, dei quali non si conosce il contesto di ritrovamento, ma che, sulla base delle caratteristiche stilistiche e morfologiche, sono stati identificati con buona probabilità in manufatti magnogreci provenienti dalla Puglia. Di particolare interesse:
- vasi di ceramica daunia, a decorazione geometrica realizzata ad un solo colore, solitamente marrone-bruno, o a due colori, marrone bruno e rosso;
- vasi greci, riferibili all'area tarantina;
- una statuetta femminile in terracotta dipinta e realizzata a matrice, proviene quasi da una bottega coroplastica di Taranto.

### Sculture lignee
La collezione dei musei ospita sculture lignee databili dal XIV al XVIII secolo; alcune sono attribuibili all'operato di maestri tedeschi della Valsesia e dall'alta Ossola.

### Manoscritti
Un ambiente espositivo è dedicato all'esposizione di alcuni codici, miniati secondo lo stile delle varie epoche e scelti tra i più rappresentativi dal punto di vista storico-artistico.